# IC 1049
IC 1049 је спирална галаксија у сазвјежђу Змај која се налази на листи објеката дубоког неба у Индекс каталогу.
Деклинација објекта је + 62° 0' 11" а ректасцензија 14h 39m 33,0s. Привидна величина (магнитуда) објекта IC 1049 износи 13,8 а фотографска магнитуда 14,7. IC 1049 је још познат и под ознакама UGC 9461, MCG 10-21-21, CGCG 296-16, KARA 641, PGC 52379.